# Carlos Augusto Salaverry
Carlos Augusto Salaverry Ramírez (Piura, 1830 – Parigi, 1891) è stato uno scrittore peruviano.
Figlio di Felipe Santiago de Salaverry, fu autore di opere base della letteratura peruviana come La stella del Perù e Atahualpa o la conquista del Messico (1854).